# Reial Club de Tennis Barcelona

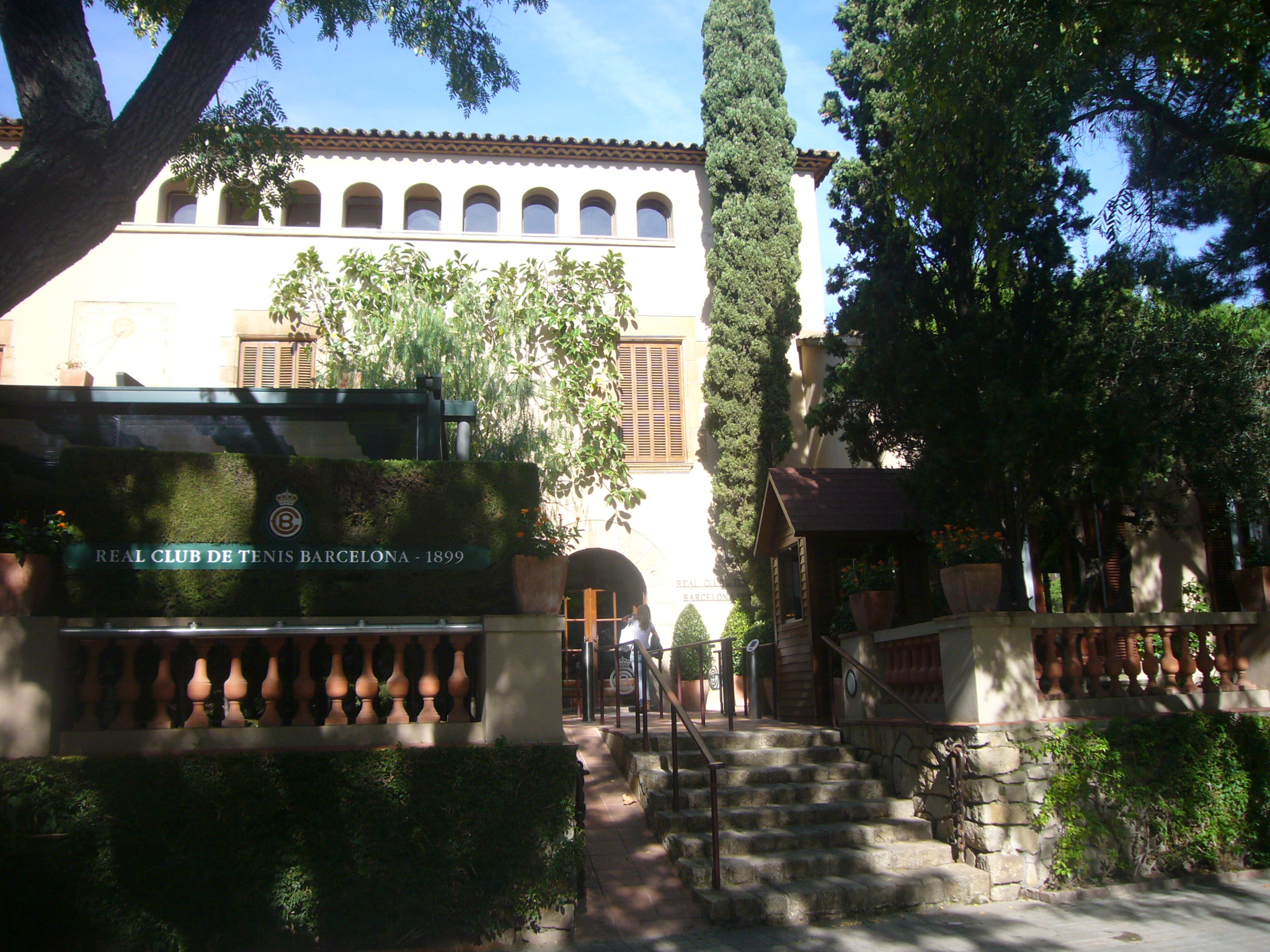
Entrada a la seu del Reial Club de Tennis Barcelona, a Pedralbes

El Reial Club de Tennis Barcelona 1899 (RCTB 1899) és una entitat esportiva catalana fundada el 1899 amb el nom de Barcelona Lawn-Tennis Club, i que fou aleshores la pionera en la pràctica del tennis a Espanya. El president actual és Jordi Cambra.

## Història

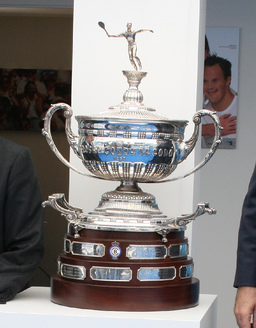
Trofeu del Torneig Comte de Godó, organitzat pel club

El 1902 va guanyar per primer cop la Copa de S. M. el Rei Alfons XII i, el 1903 juntament amb altres clubs, organitza el I Concurs Internacional de Lawn-Tennis. El 1912 arribà als 200 afiliats i el 1913 el rei li concedeix el títol de Reial. El 1932, Enrique Maier guanya el primer títol de Grand Slam per al club en l'adjudicar-se la prova de dobles mixts del torneig de Wimbledon al costat d'Elizabeth Ryan.
El 1952 es construí l'actual seu del club a Pedralbes, i el 1953 es disputa la primera edició del Torneig Comte de Godó. El 1960 es construí la pista central de concursos, que durant la dècada dels 60 fou l'escenari del gran boom del tennis espanyol gràcies a l'equip de Copa Davis. El 1972, Andrés Gimeno guanyà el Torneig de Roland Garros i l'entitat organitza el Màsters masculí.
El 1989, Arantxa Sánchez Vicario guanyà el Torneig de Roland Garros i el 1994 Conxita Martínez vençè al de Wimbledon, mentre que Arantxa Sánchez Vicario s'imposa novament al Roland Garros i a l'Obert dels Estats Units. El 1995 Arantxa accedeix a la primera posició mundial i Carles Moyà ho farà el 1999. El 1998 ambdós aconseguiren un doblet històric per al club en el Roland Garros. El 1999 el club va rebre la Creu de Sant Jordi.

## Presidents del Club
- Ernest F.C. Witty (1899-1904)[5]
- Thomas Morrison (1905)
- Frederick Witty (1906-1908)
- Kendall Park (1909-1910)

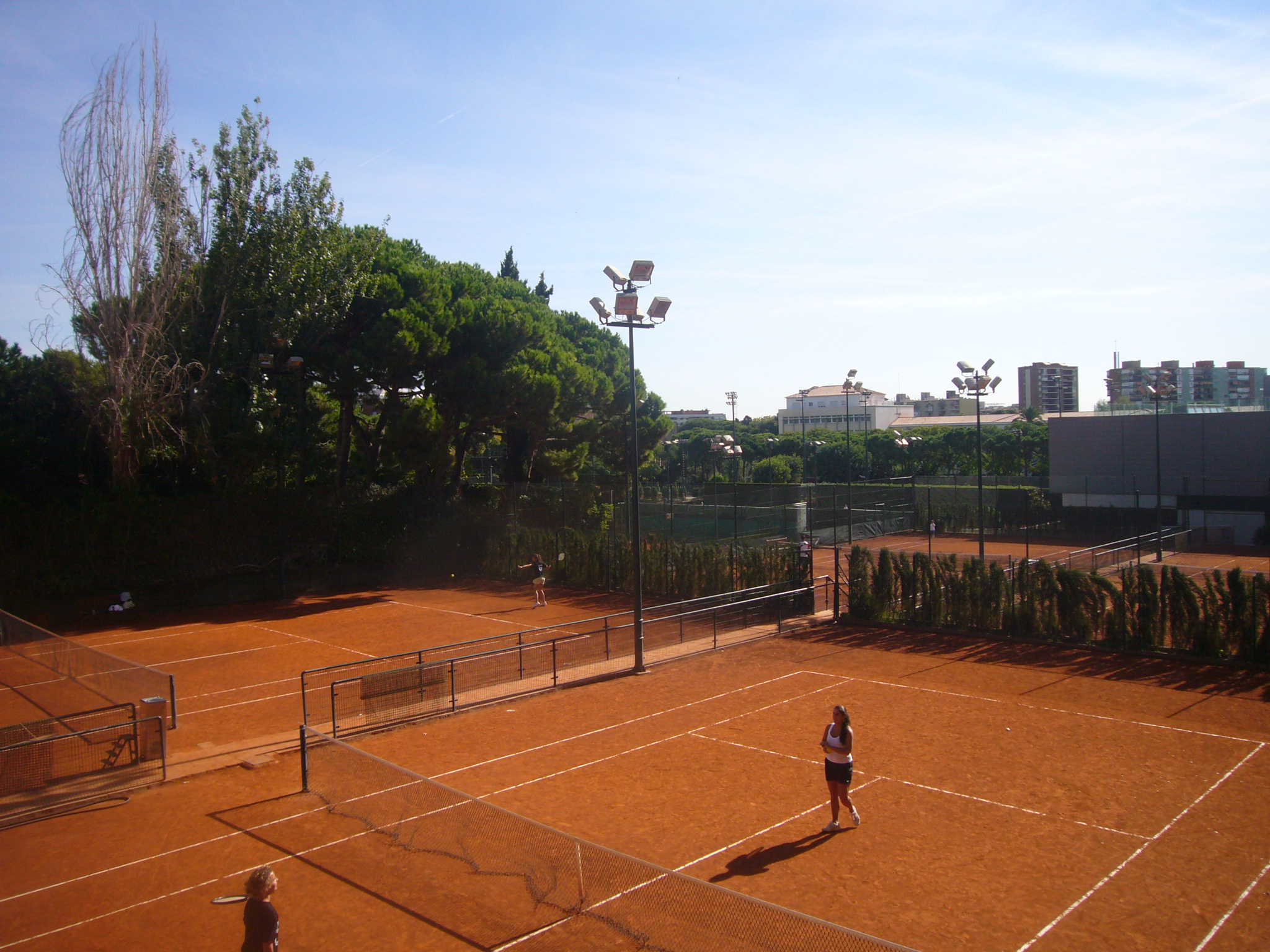
Pistes del club

- Francesc de Moxó i de Sentmenat (1911-1920)
- Josep Vidal-Ribas i Güell (1920-1929)
- Alfons Macaya i Sanmartí (1929-1935)
- Carles de Godó i Valls (1935-1960)
- Lluís Coma-Cros i Cazes (1960-1972)
- Jordi Soler i Cabot (1972-1976)
- Jesús Serra i Santamans (1976-1989)
- Joan Grau i Almirall (1989-1993)
- Joan M. Tintoré i Turull (1993-2008)
- Albert Agustí García-Navarro (2008-2018)
- Jordi Cambra i Sànchez (2018-)

## Tennistes destacats del club

### Homes
- Andrés Gimeno
- Alberto Berasategui
- Albert Costa
- Carles Moyà
- Emilio Sánchez Vicario
- Feliciano López
- Enrique Maier
- Fèlix Mantilla
- Fernando Vicente
- Galo Blanco
- Javier Sánchez Vicario
- José Luis Arilla
- Rafael Nadal
- Roberto Carretero
- Sergio Casal
- Tomàs Carbonell
- Tommy Robredo

### Dones
- Arantxa Sánchez Vicario
- Conchita Martínez